# フアン・フランシスコ・マルティネス・モデスト
ニノ（Nino）ことフアン・フランシスコ・マルティネス・モデスト（Juan Francisco Martínez Modesto, 1980年6月10日 - ）は、スペイン・アンダルシア州アルメリア県出身の元サッカー選手。ポジションはFW。
スペイン・セグンダ・ディビシオンの歴代最多得点記録 (194ゴール)を保持している。

## 経歴
1998-99シーズン、セグンダ・ディビシオンB（3部）に属していたエルチェCFからデビューした。2004-05シーズンはセグンダ・ディビシオン（2部）で20得点した。2006年夏にレバンテUDに移籍し、プリメーラ・ディビシオン（1部）デビューした。2008年夏にセグンダ・ディビシオンのCDテネリフェに移籍すると、2008-09シーズンはレアル・サラゴサのエベルトンに1点差をつけて得点王になり、3位でのプリメーラ・ディビシオン昇格に貢献した。
2009-10シーズンは38試合すべてに出場し、チーム内のフィールドプレーヤーでは最多の出場時間を誇った。シーズン中に2度の3試合連続ゴールを決めたほか、4月18日のヘタフェCF戦ではハットトリックを達成し、リーグ戦で14得点を挙げて得点ランキング上位につけた。26節のRCDエスパニョール戦、37節のUDアルメリア戦と2度もロスタイムにゴールを決めるなど、プリメーラ・ディビシオン残留のために奮闘したが、19位でセグンダ・ディビシオン降格が決まった。
2021年6月8日、現役引退を表明した。

## タイトル
- セグンダ・ディビシオン得点王 2008-09

### 個人
- セグンダ・ディビシオン最優秀選手 : 1回 (2008-09シーズン)